# Wenanty Lityński
Wenanty Lityński (ur. ?, zm. 1936) – inżynier agronom, podporucznik kawalerii Wojska Polskiego, działacz samorządowy i społeczny.

## Życiorys
Uczył się w C. K. Gimnazyum Lwowskiego im. Franciszka Józefa. Ukończył Akademię Handlowo-Rolniczą w Wiedniu, uzyskując tytuł inżyniera agronomii. Brał udział w I wojnie światowej. Po odzyskaniu przez Polskę niepodległości został przyjęty do Wojska Polskiego. Jako ochotnik od 1919 brał udział w wojnie polsko-bolszewickiej do jej zakończenia. Został awansowany do stopnia podporucznika kawalerii ze starszeństwem z dniem 1 czerwca 1919. W 1923, 1924 był oficerem rezerwowym 8 pułku ułanów w garnizonie Kraków. Później przeniesiony w stan spoczynku.
Pełnił funkcję radcy Lwowskiej Rady Rolniczej, prezesa Związku Ziemian. Sprawował urząd marszałka rady powiatu podhajeckiego, zasiadał w tarnopolskiej radzie wojewódzkiej, wydziale i radzie powiatu podhajeckiego II RP. Był właścicielem dóbr Litwinów. Na terenie ziemi podhajeckiej działał w organizacjach gospodarczych i społecznych.
Zmarł w 1936.

## Odznaczenia
- Krzyż Walecznych